# Andrés Ayub
Andrés Antonio Ayub Valenzuela (ur. 1 stycznia 1982) – chilijski zapaśnik w stylu klasycznym. Olimpijczyk z Londynu 2012, gdzie zajął osiemnaste miejsce w kategorii 120 kg.
Zajął 23. miejsce na mistrzostwach świata w 2005. Wicemistrz igrzysk panamerykańskich w 2015; szósty w 2003. Zdobył dwa brązowe medale na mistrzostwach panamerykańskich, w 2004 i 2005. Wicemistrz igrzysk Ameryki Południowej w 2002, 2006 i 2014. Mistrz Ameryki Południowej w 2011, 2012 i 2013. Trzeci na igrzyskach boliwaryjskich w 2017 roku.